# Scottish Division One 1923/1924
Třicátý čtvrtý ročník Scottish Division One (1. skotské fotbalové ligy) se konal od 15. srpna 1923 do 26. dubna 1924.
Soutěže se zúčastnilo opět 20 klubů a vyhrál ji potřinácté ve své historii a obhájce minulé sezony Rangers FC. Nejlepším střelcem se stal hráč Dundee  FC Dave Halliday, který vstřelil 38 branek.